# Arrigo Padovan
Arrigo Padovan   (Castelbaldo, 16 de juny de 1927 - Masi, 4 de gener de 2025) va ser un ciclista italià anomenat La freccia dei Pirenei, que fou professional entre 1950 i 1962. En el seu palmarès destaquen tres victòries d'etapa del Giro d'Itàlia, el 1956, 1959 i 1960; i dues del Tour de França, el 1956 i 1958.

## Palmarès
- 1950
  - 1r a la Coppa Caivano
- 1951
  - 1r al Gran Premi de la Indústria i el Comerç de Prato
  - Vencedor d'una etapa del Giro de les Dolomites
- 1952
  - 1r del Gran Premi de la Indústria de Belmonte-Piceno
  - 1r de la Bolzano-Trento
  - Vencedor d'una etapa del Gran Premi del Mediterraneo
- 1955
  - 1r del Giro de Toscana
  - Vencedor d'una etapa de la Volta a Suïssa
- 1956
  - Vencedor d'una etapa al Tour de França
  - Vencedor d'una etapa al Giro d'Itàlia
- 1958
  - Vencedor d'una etapa al Tour de França
- 1959
  - Vencedor d'una etapa al Giro d'Itàlia
- 1960
  - Vencedor d'una etapa al Giro d'Itàlia

### Resultats al Tour de França
- 1956. 26è de la classificació general. Vencedor d'una etapa
- 1957. 20è de la classificació general
- 1958. 45è de la classificació general. Vencedor d'una etapa
- 1959. 52è de la classificació general

### Resultats al Giro d'Itàlia
- 1951. 8è de la classificació general
- 1952. 16è de la classificació general
- 1953. 17è de la classificació general
- 1956. 12è de la classificació general. Vencedor d'una etapa
- 1957. 41è de la classificació general
- 1957. 65è de la classificació general
- 1959. 84è de la classificació general. Vencedor d'una etapa
- 1960. 83è de la classificació general. Vencedor d'una etapa
- 1961. Abandona

### Resultats a la Volta a Espanya
- 1956. 19è de la classificació general